# Jean IV de Beauvau

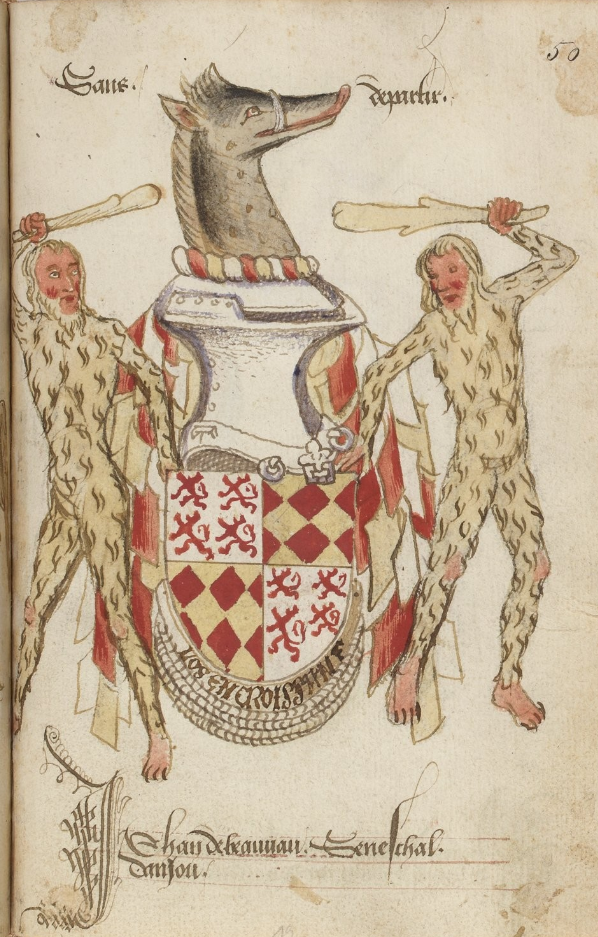
Armoiries de Jean IV de Beauvau (Statuts de l'Ordre du Croissant)

Jean IV de Beauvau-Craon (1421-1503 ; issu par sa mère d'une branche cadette des anciens seigneurs de Craon (Mayenne) ; fondateur de la branche des Beauvau-Craon), baron de Manonville (Meurthe-et-Moselle), de Sermaise (Maine-et-Loire), des Essarts et des Rochettes, sénéchal d'Anjou, chevalier de l'Ordre du Croissant.

## Biographie
Il est le fils de Pierre de Beauvau et de Jeanne de Craon, et à ce titre tige de la branche de Beauvau-Craon dans la famille de Beauvau. 
En 1461, il est nommé sénéchal d'Anjou.
En 1468, il épouse Jeanne de Manonville (1432-1489), fille de Jean et d'Allarde de Chambley. Par ce mariage il devient baron de Manonville (en Lorraine) du droit de sa femme, 
- et transmet la baronnie à son fils Pierre (II) de Beauvau-Craon.
- Sa fille Hélène épouse Charles d'Estouteville, seigneur de Villebon, sénéchal d'Anjou et échanson du roi (Louis XI), mort en 1508.
- Son bâtard Achille épousa Jeanne d'Abancourt, bâtarde de Jean II de Lorraine-Anjou (1425-1470), d'où deux filles : 
  - Louise de Beauvau, mariée à René de Florainville, seigneur de Fains († 1517 ; de sa 1re femme Anne de Norroy, René eut Philippe de Florainville, épouse de Michel de Gournay) ;
  - et Isabelle de Beauvau, mariée à Mathieu le Boul, écuyer.